# Microrégion de Guarabira
La microrégion de Guarabira est l'une des huit microrégions qui subdivisent l'Agreste de l'État de la Paraíba au Brésil.
Elle comporte 8 municipalités qui regroupaient 160 087 habitants en 2006 pour une superficie totale de 1 290 km2.

## Municipalités[1]
- Alagoinha
- Araçagi
- Belém
- Caiçara
- Cuitegi
- Duas Estradas
- Guarabira
- Lagoa de Dentro
- Logradouro
- Mulungu
- Pilõezinhos
- Pirpirituba
- Serra da Raiz
- Sertãozinho